# シードリーム金華山汽船

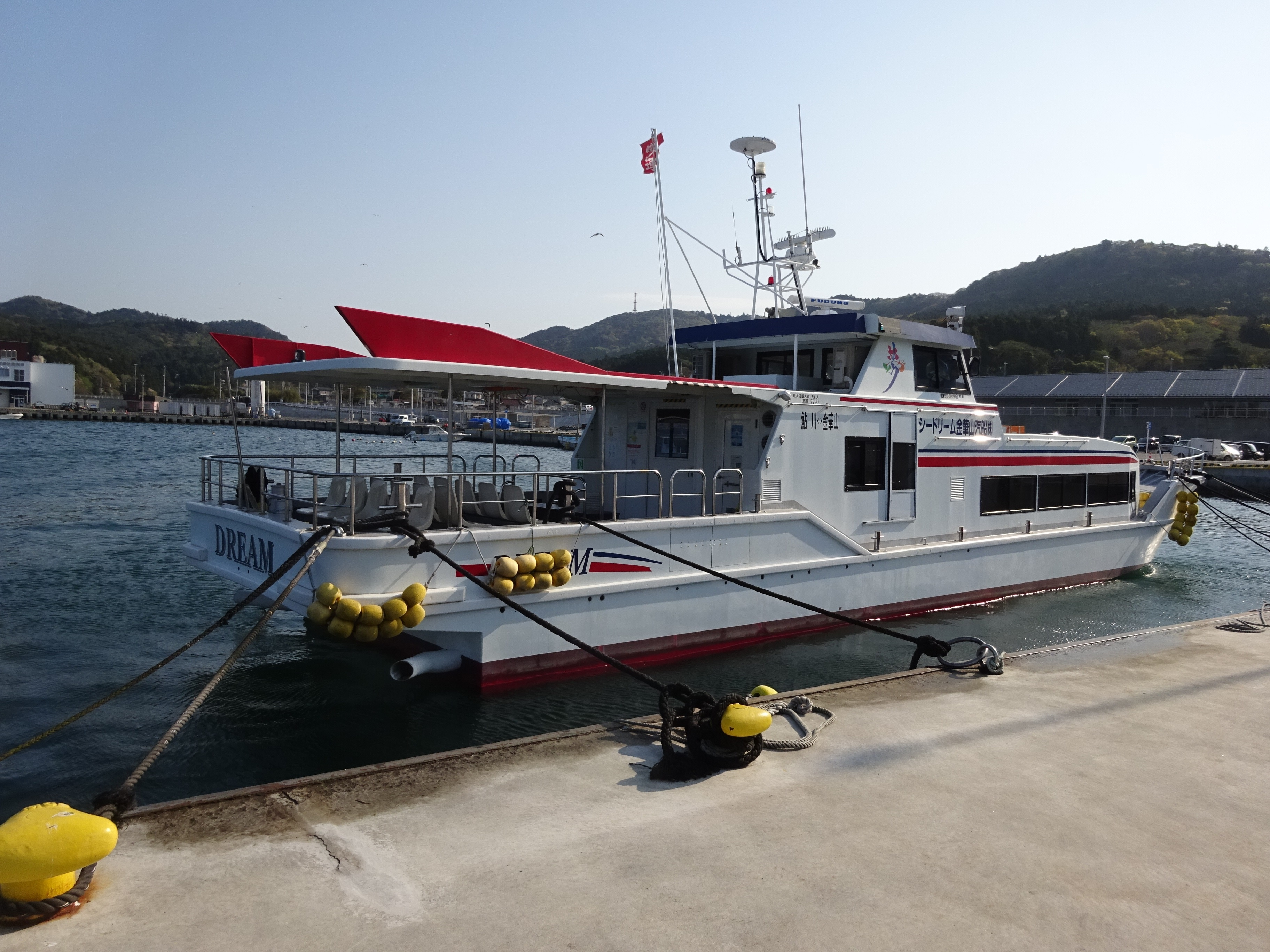
シードリーム金華山が所有するDREAM号

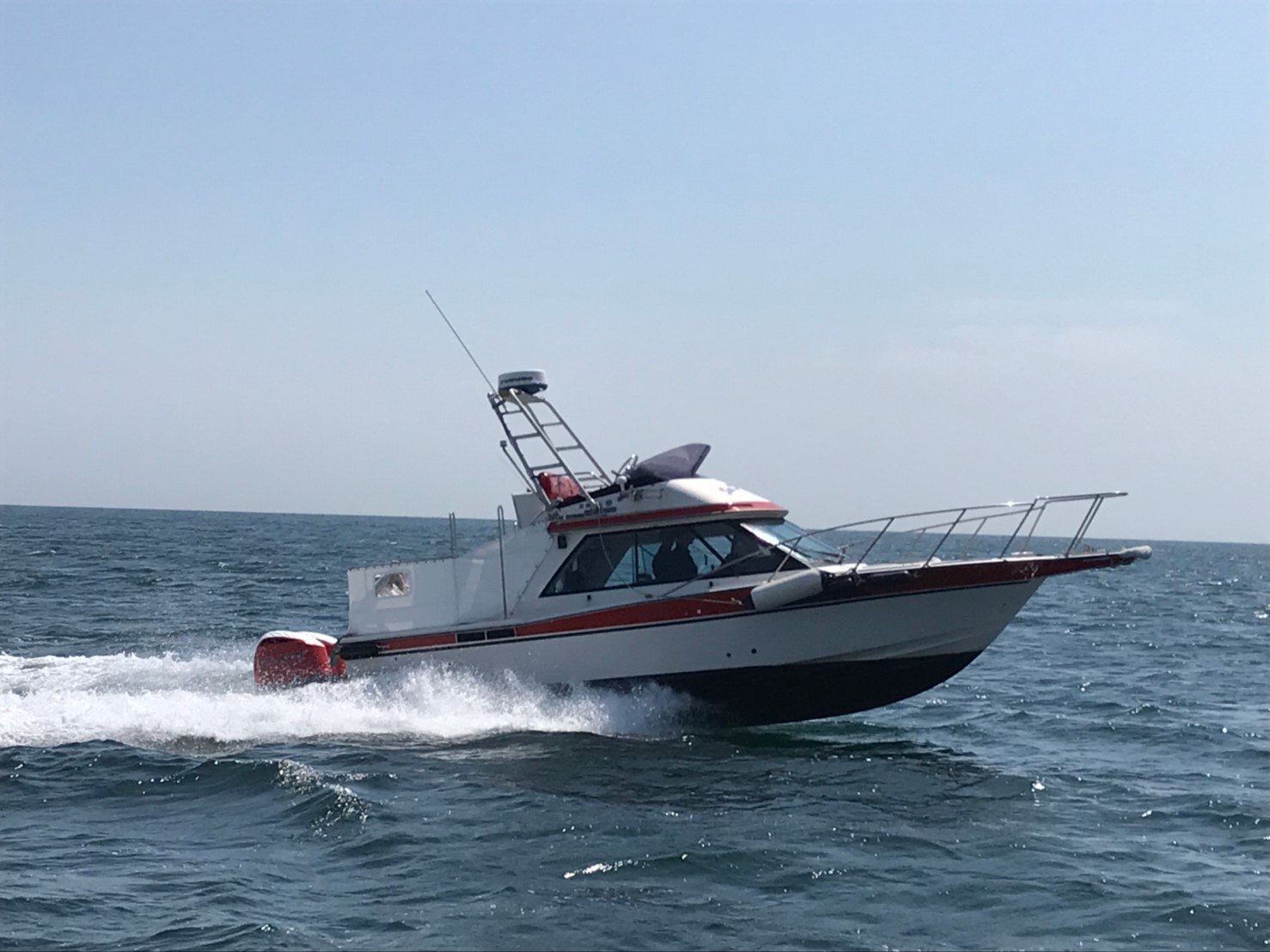
鮎川から金華山へ向かうクルーズ

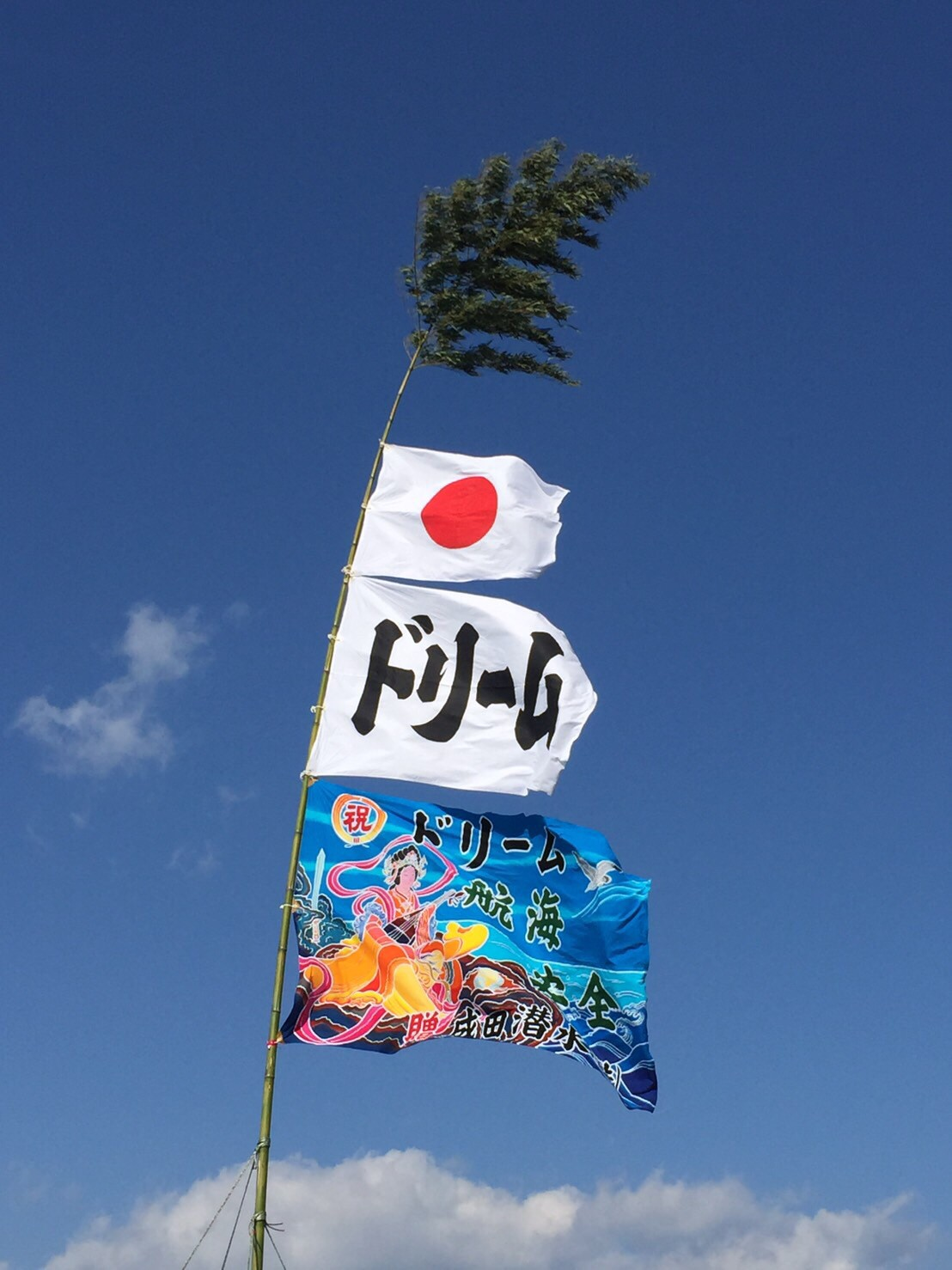
シードリーム 金華山の船の写真

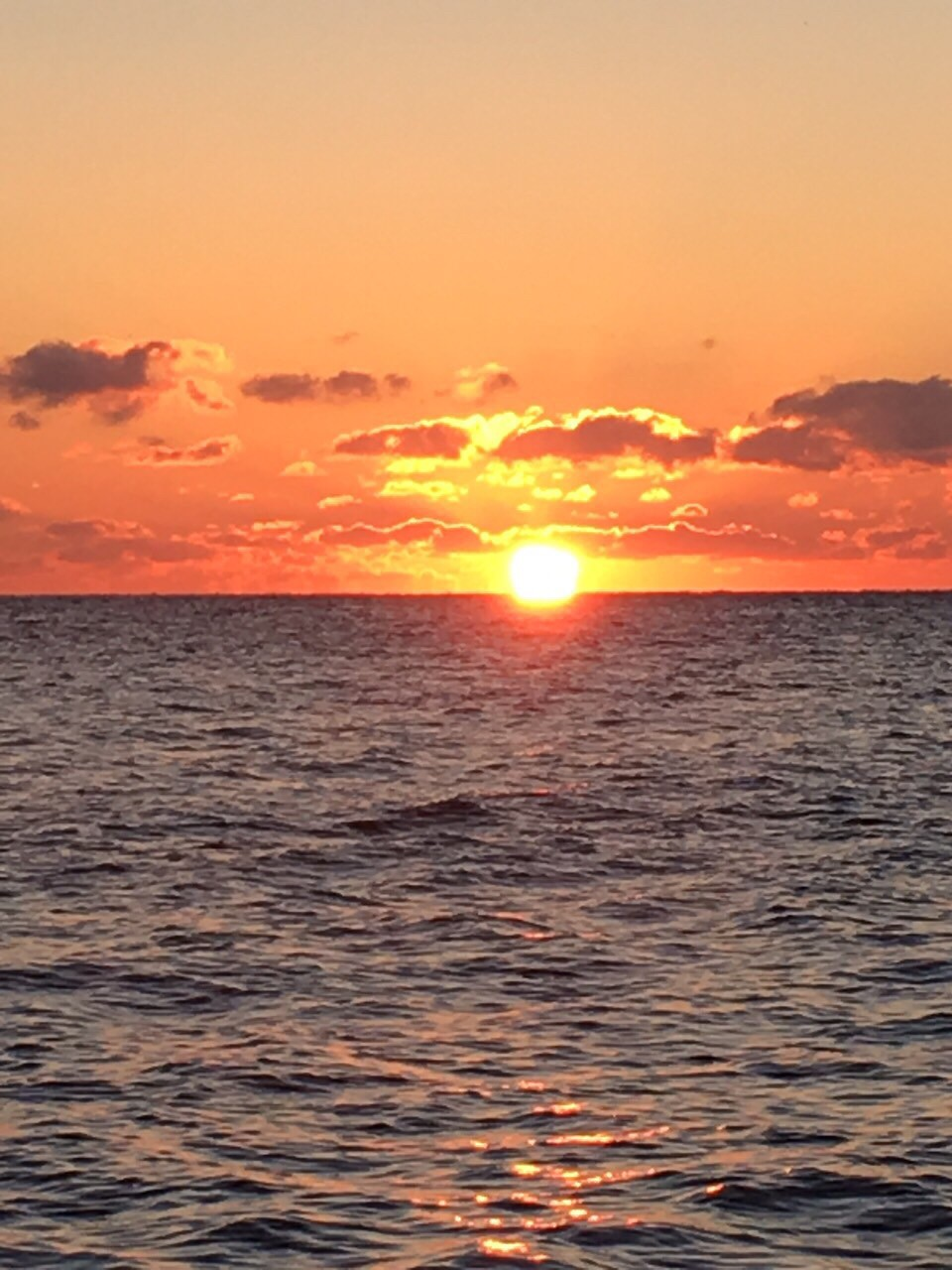
シードリーム 金華山から見た夕焼け

シードリーム金華山汽船株式会社（シードリームきんかさんきせん）は、宮城県石巻市鮎川の観光スポットである金華山と本州側の鮎川港を結ぶ、定期船「ドリーム」と海上タクシー「シードリーム」を運営する企業である。

## 出航スケジュール

### 土日祝日
定期船「ドリーム」として完全予約制で運行。所要時間は片道約18分。
| 鮎川発 | 金華山発 |
| ------ | -------- |
| 10:30  | 12:30    |

### 土日祝日以外
海上タクシー「シードリーム」として不定期で運航。乗合で乗船する。5人に満たない利用者は、他の客と乗り相い、もしくは貸切となる。